# 11. bataljon za zveze Slovenske vojske
11. bataljon za zveze (kratica: 11. BZV) je vojaška formacija Slovenske vojske, ki zagotavlja in vzdržuje zveze in informacijske sisteme za celotno Slovensko vojsko; bataljon je nastanjen v Vojašnici Ivana Cankarja na Vrhniki.

## Zgodovina
23. aprila 1996 je bila bataljonu priključena četa za elektronsko bojevanje Slovenske vojske. 1. avgusta 2003 je bila enota prepodrejena Poveljstvu sil Slovenske vojske.

## Razvoj
- 104. četa za telekomunikacije RŠTO (21. junij 1992 - )
- 104. četa za telekomunikacije SV
- 11. bataljon za zveze SV (21. junij 1996 - )
- 11. bataljon za zveze in elektronsko bojevanje SV (23. april 2001 - 1. julij 2004)
- 11. bataljon za zveze

## Poveljstvo
Poveljniki
- podpolkovnik Stanislav Šantelj (22. avgust 2011[1] - danes)
- podpolkovnik Marko Košir (2008 -  2011[1])
- podpolkovnik Boris Cimprič (2000 - 2008)
- major Aleš Marič (1998-2000)
- podpolkovnik Martin Jugovec (21. junij 1992-1998)

## Organizacija
1992
- poveljstvo
- radiorelejni vod
- radijski vod

2002
- poveljstvo
- enota za zveze
- enota za elektronsko bojevanje

## Nastanitev
- telekomunikacijski objekt SV Krim

## Odlikovanja in priznanja
- srebrna medalja Slovenske vojske (1995)
- zlata medalja generala Maistra z meči
- zlata medalja Slovenske vojske